# Yushania lineolata
Yushania lineolata är en gräsart som beskrevs av Tong Pei Yi. Yushania lineolata ingår i släktet yushanior, och familjen gräs. Inga underarter finns listade i Catalogue of Life.